# 馬関田城
馬関田城（まんがたじょう）は、宮崎県えびの市西川北の宮ノ馬場にあった日本の城（平山城）。別名東福城（とうふくじょう）。
築城年は不明ながら、真幸院の領主・北原氏の庶流馬関田氏の居城であった。

## 概要
比高20mほどのシラス土壌の丘陵地に建てられ、亀之城・鶴之城・多福城の三つの城域からなり、それぞれの間に堀があったという。しかし、シラス土壌の採取場とされたために、壊滅的である北東部を含め遺構はほぼ残っていない。
永禄2年（1559年）北原氏の家督問題に介入した伊東義祐は、このとき馬関田地頭で城主であった馬関田右衛門佐を謀略を用いて北原氏の後継に据えたため、北原氏は事実上伊東氏に乗っ取られる。だが、永禄5年（1562年）に北原旧臣の白坂下総介が島津貴久に北原再興を依頼、その貴久に協力した相良義陽により馬関田城は攻め落とされた。